# Diego Perren
Diego Perren (Zermatt, 10 de enero de 1965) es un deportista suizo que compitió en curling.
Participó en los Juegos Olímpicos de Nagano 1998, obteniendo una medalla de oro en la prueba masculina. Ganó dos medallas de bronce en el Campeonato Mundial de Curling, en los años 1996 y 1999.

## Palmarés internacional
| Juegos Olímpicos   | Juegos Olímpicos    | Juegos Olímpicos  | Juegos Olímpicos |
| Año                | Lugar               | Medalla           | Prueba           |
| ------------------ | ------------------- | ----------------- | ---------------- |
| 1998               | Nagano (Japón)      | Medalla de oro    | Equipo           |
| Campeonato Mundial |                     |                   |                  |
| Año                | Lugar               | Medalla           | Prueba           |
| 1996               | Hamilton (Canadá)   | Medalla de bronce | Equipo           |
| 1999               | Saint John (Canadá) | Medalla de bronce | Equipo           |